# فيليبي ساليناس
فيليبي ساليناس (بالإسبانية: Felipe Salinas)‏ (12 مايو 1982 في تشيلي - ) هو مدرب كرة قدم ولاعب كرة قدم تشيلي في مركز الدفاع. لعب مع إيفرتون دي فينا ديل مار.

## وصلات خارجية
- فيليبي ساليناس على موقع قاعدة بيانات كرة القدم.إي يو (الإنجليزية)
- فيليبي ساليناس على موقع قاعدة بيانات كرة القدم.إي يو (الإنجليزية)
- فيليبي ساليناس على موقع Soccerway.com (الإنجليزية)
- فيليبي ساليناس على موقع AS.com (الإسبانية)